# Supercupa României la handbal feminin 2006-2007
Supercupa României la handbal feminin 2006–2007 a fost prima ediție a competiției de handbal feminin românesc organizată de Federația Română de Handbal (FRH). Ediția 2006–2007 s-a desfășurat pe 8 august 2007, de la ora 19:00, în Sala Sporturilor din Chiajna. Partida s-a terminat cu victoria echipei CS Oltchim Râmnicu Vâlcea, care a învins-o pe Rulmentul Municipal Brașov cu scorul de 28–24.

## Echipe participante
În supercupă s-au înfruntat CS Oltchim Râmnicu Vâlcea și Rulmentul Municipal Brașov. Deoarece Oltchim câștigase în anul competițional 2006-2007 atât cupa, cât și campionatul României, Federația Română de Handbal a decis ca formația din Râmnicu Vâlcea să joace meciul împotriva echipei brașovene, clasată pe locul doi în Liga Națională.

## Dată
Supercupa României 2006–2019 s-a desfășurat pe data de 8 august 2007, de la ora 19:00, în Sala Sporturilor din comuna Chiajna. A fost primul meci care s-a disputat în nou inaugurata sală de sport din localitate.

## Televizări
Partida a fost transmisă în direct de postul de televiziune Sport.ro.

## Reacția echipei Rulmentul
În luna iulie 2007, Mariana Târcă, antrenoarea Rulmentului, a anunțat că echipa sa nu poate juca în ziua în care a fost programată partida:
„Sub nici o formă nu putem juca atunci. Pe lângă faptul că avem alt program de pregătire, fiind în plin cantonament, nici nu avem întreg lotul valid [...].”
Târcă a adăugat că Elena Avădanii, Cristina Niculae, Cosmina Damian și Simona Vintilă sunt încă în recuperare după accidentări, în timp ce Aneta Barcan a suferit recent o accidentare. Antrenoarea a propus ca partida să fie programată „cu o săptămână înainte de startul campionatului, care va începe pe 1 septembrie”.
Ulterior, Târcă a afirmat că „din păcate, am fost nevoiți să acceptăm acest meci, astfel că ne vom prezenta la el și vom face totul pentru a nu ne face de rușine”.

## Partidă
Meciul a început cu o întârziere de 22 de minute, oficialii echipei vâlcene contestând dreptul de joc al handbalistelor Simona Gogîrlă și Natalia Spirova, recent transferate la Rulmentul. După discuții cu observatorul federal și oficialii prezenți, conducerea Oltchimului le-a permis până la urmă handbalistelor echipei să intre pe teren.
Cele două echipe și-au împărțit perioadele de dominare, Oltchim fiind totuși condusă în cea mai mare parte a timpului de Rulmentul, însă spre final echipa vâlceană a revenit și și-a învins adversara cu o diferență de patru goluri. În calitate de câștigătoare, Oltchim a fost recompensată de FRH cu suma de 10.000 de euro, reprezentând 330 de milioane de lei la valoarea din 2007.
| 8 august 2007 Sport.ro19:00 | CS Oltchim Râmnicu Vâlcea | 28 – 24 | Rulmentul Municipal Brașov | Sala Sporturilor, Chiajna |
| 8 august 2007 Sport.ro19:00 | Farcău 7                  | (13–14) | Gogîrlă 6                  | Sala Sporturilor, Chiajna |
| 8 august 2007 Sport.ro19:00 | Cronica                   |         |                            | Sala Sporturilor, Chiajna |

## Marcatoare
Conform paginii web oficiale a FRH
| Poz. | Nume                          | Echipă           | Goluri |
| ---- | ----------------------------- | ---------------- | ------ |
| 1    | Ramona Farcău (ROU)           | CS Oltchim       | 7      |
| 2    | Simona Gogîrlă (ROU)          | Rulmentul Brașov | 6      |
| 3    | Valentina Ardean-Elisei (ROU) | CS Oltchim       | 4      |
| 3    | Roxana Bodîrlău (ROU)         | Rulmentul Brașov | 4      |
| 3    | Ionela Gâlcă (ROU)            | CS Oltchim       | 4      |
| 3    | Adina Meiroșu (ROU)           | CS Oltchim       | 4      |
| 3    | Simona Vintilă (ROU)          | Rulmentul Brașov | 4      |
| 8    | Valeria Beșe (ROU)            | CS Oltchim       | 3      |
| 8    | Woo Sun Hee (KOR)             | Rulmentul Brașov | 3      |
| 8    | Clara Vădineanu (ROU)         | CS Oltchim       | 3      |
| 11   | Cosmina Damian (ROU)          | Rulmentul Brașov | 2      |
| 11   | Roxana Gheorghe (ROU)         | CS Oltchim       | 2      |
| 11   | Juliana Sousa (POR)           | Rulmentul Brașov | 2      |
| 14   | Nicoleta Gîscă (ROU)          | Rulmentul Brașov | 1      |
| 14   | Raluca Ivan (ROU)             | CS Oltchim       | 1      |
| 14   | Alina Șorodoc (ROU)           | Rulmentul Brașov | 1      |
| 14   | Mihaela Zavragiu (ROU)        | Rulmentul Brașov | 1      |